# Ouilly-le-Tesson
Ouilly-le-Tesson è un comune francese di 539 abitanti situato nel dipartimento del Calvados nella regione della Normandia.

## Società

### Evoluzione demografica
Abitanti censiti